# Amietophrynus pantherinus
Amietophrynus pantherinus е вид жаба от семейство Крастави жаби (Bufonidae). Видът е застрашен от изчезване.

## Разпространение
Разпространен е в Южна Африка (Западен Кейп).